# Marty
Marty er en amerikansk film fra 1955. Filmen er blevet tildelt en lang række filmpriser, herunder Oscar for bedste film og Den Gyldne Palme.

## Handling
Slagteren Marty på 34 år bor i Bronx sammen med sin mor. Han er en venlig, men lidt akavet mand, der konstant bliver opfordret til at blive gift. Han har selv affundet sig med situationen, men overtales af sin insisterende mor til at gå til dans, og der træffer han Clara, der også er ensom og ude på et sidespor i livet.

## Medvirkende (i udvalg)
- Ernest Borgnine – Marty
- Betsy Blair – Clara
- Esther Minciotti
- Augusta Ciolli

## Priser

### Oscars
Marty blev nomineret til 8 Oscars:
- Oscar for bedste film (vinder)
- Oscar for bedste instruktør (vinder)
- Oscar for bedste mandlige hovedrolle (vinder)
- Oscar for bedste filmatisering (vinder)
- Oscar for bedste kvindelige hovedrolle
- Oscar for bedste mandlige birolle
- Oscar for bedste scenografi
- Oscar for bedste fotografering

### Den Gyldne Palme
- Den Gyldne Palme (vinder)
- OCIC-prisen (Office Catholique International du Cinéma), uddelt på festivallen i Cannes (vinder)

### BAFTA Awards
- BAFTA Award Bedste udenlandske skuespiller (vinder)
- BAFTA Award Bedste udenlandske skuespillerinde (vinder)
- BAFTA Award Bedste film (nomineret)

### Golden Globe
- Golden Globe for bedste skuespiller - drama (vinder)

### Bodilpris
- Bodilprisen for bedste amerikanske film (vinder)